# Ostrykół Dworski

Ostrykół Dworski (prononciation : [ɔsˈtrɨkuu̯ ˈdvɔrski]) est un village polonais de la gmina de Długosiodło dans le powiat de Wyszków de la voïvodie de Mazovie dans le centre-est de la Pologne.

## Histoire
De 1975 à 1998, il faisait partie du territoire de la Voïvodie d'Ostrołęka